# Stanley Glover
Stanley Glover (Newcastle upon Tyne, 18 aprile 1908 – 23 febbraio 1964) è stato un velocista canadese.

## Palmarès

### Olimpiadi
- Bronzo a Amsterdam 1928 nella staffetta 4×400 metri.

### Giochi dell'Impero Britannico
- Argento a Hamilton 1930 nella staffetta 4×440 iarde.